# Фетяска чёрная
Фетяска чёрная (рум. Fetească Neagră) — технический (винный) сорт винограда, используемый для производства красных вин в Молдавии и Румынии.

## Происхождение
Автохтонный молдавский сорт.

## География
В основном произрастает в Молдавии и Румынии.

## Основные характеристики
Кусты среднерослые.
Листья средние, клиновидно-округлые, пятилопастные, средне или глубокорассеченные с отогнутыми вниз краями лопастей, снизу голые с редкими щетинками вдоль жилок. Черешковая выемка открытая, сводчатая или лировидная с заостренным дном.
Цветок обоеполый.
Грозди средние, цилиндрические или цилиндроконические, среднеплотные.
Ягоды средние, округлые, фиолетово-черные. Кожица прочная. Мякоть сочная.
Вызревание побегов хорошее.
Сорт среднего периода созревания. Период от начала распускания почек до полной зрелости ягод составляет 125—140 дней при сумме активных температур 2700°—2800°С.
Урожайность 70—95 ц/га.
Сорт сильно повреждается мильдью в средней степени, другими болезнями и вредителями — слабо.

## Применение
Сорт используется для приготовления сухих, полусладких и сладких вин высокого качества, которые отличаются глубоким гранатовым цветом и ароматом чёрных лесных ягод с цветочными тонами. Вина, как правило, обладают потенциалом к хранению.

## Синонимы
Фетяска нягрэ, Пэсэряскэ нягрэ, Коада рындуничий